# Орликовський Андрій Вікторович
Андрі́й Ві́кторович Орлико́вський (23 лютого 1968, Львів) — радянський та український фехтувальник, майстер спорту СРСР, чемпіон України.  Заслужений тренер України, головний тренер збірної України з жіночої шпаги, підготував цілу плеяду спортсменок-шпажисток, які ставали чемпіонками Європи, світу та переможницями Олімпійських ігор. 

## Біографія
Андрій Орликовський почав займатися фехтуванням у січні 1980 р. в залі львівського СКА, та швидко досяг значних успіхів. З 1981 р. він займається у львівському Локомотиві. В кінці 1982 р., після серії досягнень, потрапляє в "обойму" юнацької збірної України.  
У вересні 1984 р. А.Орликовський здобуває срібло в особистому заліку на XVII Спартакіаді школярів СРСР в Ташкенті, отримуючи з цим звання майстра спорту СРСР, та місце серед кандидатів в юнацьку збірну СРСР.  
Протягом 1985-1988 рр. він неодноразово виборює призові сходинки юнацьких і молодіжних першостей СРСР (завжди в найгострішій конкуренції з колегами по зброї із свого покоління, майбутніми світовими  і олімпійскими "зірками" вищого рангу: П.Колобковим, К.Кааберма, О.Скоробогатовим, А.Бекетовим та ін.).  
У 1989 р. Орликовський виграє в особистому заліку IV Молодіжні Ігри СРСР, випереджаючи всіх опонентів. Того ж року - досягнуто «золото» чоловічого чемпіонату України, та 4 місце в змаганнях за Кубок СРСР.   
У лютому1991 р. - здобуто 4 місце в особистих змаганнях Міжнародного турніру "А" - "Таллінський меч"
З 1987 р. до кінця кар'єри (1995) -  в складі чоловічої збірної України. В червні 1991р.(разом з М.Тишком, С.Кравчуком, В.Агеєвим) він здобуває Україні командне "золото" X Спартакіади народів СРСР, приносячи в вирішальних боях з головними конкурентами (шпажистами Росії, Естонії, Москви) по 75% перемог.            
З травня-1986 до 1990 р. виступав за Збройні Сили;  в 1991-1996 рр. - за ФСТ "Динамо".          
Постійно тренувався під керівництвом Заслуженого тренера України  С.О.Смирновського. 
В майбутньому, здобутий досвід в купі з індивідуальними якостями дозволив Андрію Орликовському стати  фахівцем високого міжнародного рівня. Тренерський шлях розпочато у 1997 р. з ДЮСШ "Геліон" м.Львова.   Фактично, старий спортивний зал на вулиці Руській, де в майбутньому виросла ціла плеяда відомих  українських шпажисток, молодий наставник обладнав власноруч. Саме до першого його набору потрапила 11-річна Яна Шемякіна, яка 15 років потому під проводом свого першого тренера тріумфувала на Олімпійських іграх 2012 року у Лондоні.   
З 2001 р. Яна Шемякіна - в юнацькій збірній України. В 2002 р. вона вперше перемагає на юнацький світової першості в Анталії (Туреччина). Протягом 2003-2005, вона щороку здобуває медалі різного ґатунку з юнацьких та молодіжних першостей світу і Європи. 
В 2005 р. - перша гучна перемога серед дорослих. 19-річна Шемякіна вражає своїм безкомпромісним стилем титулованих суперниць та здобуває особисто "золото" жіночої першості Європи в м.Залаегерсег (Угорщина).
З 2008 р. - Андрій Орликовський - головний тренер збірної України з жіночої шпаги. Першим олімпійським випробуванням для тренера та його вихованки стали Ігри XXIX Олімпіади в Пекіну -2008.
У 2009 р. - "бронзу" світової першості серед жінок здобуває Анфіса Почкалова.
Зірковим часом Орликовського, як тренера, його вихованиць та усього львівського фехтування загалом стали XXX Олімпійські ігри 2012 року, у яких брали участь одразу три спортсменки, що займалися під проводом Андрія Вікторовича: Яна Шемякіна, Анфіса Почкалова та Ксенія Пантелєєва. І якщо Почкалова та Пантелєєва не змогли подолати більше двох раундів змагань, то виступ Шемякіної завершився справжнім тріумфом, принісши збірній Україні першу золоту медаль на лондонських Іграх. 
У 2015 році - жіноча збірна, керована Орликовським здобуває командну "бронзу" на світової першості в Москві, та в гострій командній суперечці, що тривала протягом всього сезону 2015-2016, вже вдруге поспіль відбирається крізь вкрай важки кваліфікації - на Ігри XXXI Олімпіади-2016 в Ріо-де-Жанейро.

## Спортивні досягнення
- Майстер спорту СРСР[1]
- Чемпіон України з фехтування[2]
- Заслужений тренер України

## Державні нагороди
- Орден «За заслуги» III ст. (15 серпня 2012) — за значний особистий внесок у розвиток олімпійського руху, підготовку спортсменів міжнародного класу, забезпечення високих спортивних результатів національної збірної команди України на XXX літніх Олімпійських іграх у Лондоні[3]
- Медаль «За працю і звитягу» (25 липня 2013) — за підготовку спортсменів на XXVII Всесвітній літній Універсіаді в Казані, виявлені самовідданість та волю до перемоги, піднесення міжнародного авторитету України